# Stara Łubianka (gmina)
Stara Łubianka (do 1947 Łubianka) – dawna gmina wiejska istniejąca w latach 1946–1954 w woj. szczecińskim i koszalińskim (dzisiejsze woj. zachodniopomorskie). Siedzibą władz gminy była Stara Łubianka.
Gmina Łubianka powstała po II wojnie światowej na terenie tzw. Ziem Odzyskanych (tzw. III okręg administracyjny – Pomorze Zachodnie). 28 czerwca 1946 gmina – jako jednostka administracyjna powiatu wałeckiego – weszła w skład nowo utworzonego woj. szczecińskiego. Z końcem 1947 roku nazwę zmieniono na Stara Łubianka. 6 lipca 1950 gmina wraz z całym powiatem wałeckim weszła w skład nowo utworzonego woj. koszalińskiego.
Według stanu z 1 lipca 1952 gmina składała się z 12 gromad: Chude, Dobrzyca, Koszyce, Krępsko, Nowa Łubianka, Plecemin, Płytnica, Skrzatusz, Stara Łubianka, Tarnowo, Zabrodzie i Zawada.
Gmina została zniesiona 29 września 1954 wraz z reformą wprowadzającą gromady w miejsce gmin. Równocześnie gromadę Koszyce wraz z przysiółkiem Kuźnica Pilska włączono do miasta Piły w województwie poznańskim.
Jednostki nie przywrócono 1 stycznia 1973 wraz z kolejną reformą reaktywującą gminy.